# Kryštof Kolumbus (Milhaud)
Kryštof Kolumbus (Christophe Colomb, Op. 102) je opera Daria Milhauda na libreto Paula Claudela. Opera byla napsána v roce 1928. V roce 1930 ji skladatel přepracoval a premiéra proběhla v německém překladu v Berlíně na scéně Staatsoper Unter den Linden. Skladatel operu přepracoval ještě jednou a nová verze byla uvedena v roce 1955. Tato verze byla uvedena v roce 1956 pod taktovkou dirigenta Manuela Rosenthala.

## Osoby a obsazení při pemiéře
| Role                       | Typ hlasu    | Představitel při premiéře dirigent: Erich Kleiber |
| -------------------------- | ------------ | ------------------------------------------------- |
| Mladý Kryštof Kolumbus     | baryton      | Theodor Scheidl                                   |
| Starý Kryštof Kolumbus     | bas          | Emanuel List                                      |
| Královna Isabela Španělská | soprán       | Delia Reinhardt                                   |
| Kolumbova manželka         | soprán       | Margherita Perras                                 |
| Majordomus                 | tenor        | Fritz Soot                                        |
| Španělský král             | bas          |                                                   |
| Ceremoniář                 | tenor        |                                                   |
| Vypravěč                   | mluvená role |                                                   |

## Nahrávky
- 1954 Milhaud: Christophe Colomb, Op. 318 - Jean Gillibert (Kolumbus), Jean-Pierre Granval (odpůrce), Jean Desailly, Jean-Louis Barrault (starý námořník), Anne Carrere (hlas), E. Beauchamp (hlas), Pierre Bertin (vypravěč), Madeleine Renaud (královna).[1] dirigent: Pierre Boulez
- 1992 nahrávka švýcarského rozhlasu. Dirigent Michel Swierczewski.